# Polygrammodes croesus
Polygrammodes croesus là một loài bướm đêm trong họ Crambidae.